# 费萨尔·本·法尔汉·阿勒沙特
费萨尔·本·法尔汉·本·阿卜杜拉·本·费萨尔·本·法尔汉·阿尔沙特亲王（阿拉伯语：‎，羅馬化：Faiṣal b. Farḥān Āl Saʿūd，1974年11月1日—）是沙特阿拉伯外交官和政治人物，也是沙特王室成员。费萨尔亲王自2019年3月27日起担任沙特驻德国大使，自2019年10月23日起轉任沙特阿拉伯外交大臣，当时他是根据萨勒曼国王颁布的皇家法令任命的。费萨尔亲王出生于西德法兰克福，并在该国度过了部分童年和青年时期，故此德国新闻媒体报道指他能說出流利德语。 